# Liste Norderneyer Persönlichkeiten
Die Liste der Norderneyer Persönlichkeiten listet zum einen auf Norderney geborene Personen auf. Weiterhin finden sich in der Liste die Personen, die wichtig für Norderney und die Stadtgeschichte sind; also Personen, die entweder vor Ort gewirkt haben, deren Person eng mit der Stadt ist oder deren Name überregional bekannt ist.

## Ehrenbürger
- Remmer Harms (* 15. Mai 1936 auf Norderney; † 1. April 2006), Norderneyer Bürgermeister von 1984 bis 2001 sowie von 2001 an Ehrenbürgermeister und einziger Ehrenbürger der Insel Norderney

## Auf Norderney geboren
Folgende Persönlichkeiten sind auf Norderney geboren. Ob sie später ihren Wirkungskreis auf Norderney hatten oder nicht, ist dabei unerheblich.
- Poppe Folkerts (* 9. April 1875; † 31. Dezember 1949 ebenda), Maler, entwarf das Norderneyer Wappen von 1928
- Wilhelm Krieger (* 2. Juni 1877; † 14. September 1945 in Herrsching am Ammersee), Bildhauer
- Albert Erich Brinckmann (* 4. September 1881; † 10. August 1958 in Köln), Kunsthistoriker, schrieb Standardwerke zur Barockgeschichte und zum Städtebau
- Edmund Fabry (* 20. Februar 1892; † 14. November 1939 in Wiesbaden), Architekt, Maler, Zeichner und Grafiker
- Johann Fischer (* 1. März 1895; † 21. Februar 1983 in Norden), Politiker (SPD)
- Otto Valentien (* 10. August 1897; † 10. August 1987 in Thumen), Landschaftsarchitekt, Publizist und Maler
- Siegfried Kunstreich (* 4. Februar 1908; † 18. März 1998 in Leer), Künstler und Kunsterzieher
- Willi Lührs (* 4. Mai 1913; † 21. Oktober 1974 in Hannover), Politiker (SPD), Bürgermeister von Norderney und Abgeordneter im Niedersächsischen Landtag.
- Willy Neumann (* 18. Januar 1914; † 10. August 1978 in Bremen), Politiker (DP, GDP und CDU), Mitglied der Bremischen Bürgerschaft
- Ruth Schmidt Stockhausen (* 4. April 1922; † 22. Dezember 2014 in Dornum), Malerin, Graphikerin und Bildhauerin
- Cassen Eils (* 4. Juli 1923; † 6. Januar 2010 in Cuxhaven), Reeder, Gründer und langjähriger geschäftsführender Gesellschafter der u. a. im Helgoland-Verkehr aktiven Reederei Cassen Eils
- Walter Nuhn (* 30. November 1928; † 28. Mai 2021 in Wilhelmshaven), Sachbuchautor
- Reimar Campen (* 27. Juni 1928; † 12. Mai 2012), Politiker (Die Grünen)
- Alfred Etzold (* 29. September 1929; † 6. Juli 2020), Publizist
- Heiko Folkerts (* 13. Februar 1930, Sohn von Poppe Folkerts; † 7. November 2007 in Bernried am Starnberger See), Architekt, Hochschullehrer und Maler
- Ute Raab (* 1936), Künstlerin
- Hans-Rüdiger Etzold (* 1940), Fachjournalist und Sachbuchautor unter anderem von So wird’s gemacht
- Elvira Drobinski-Weiß (* 26. Juni 1951), Politikerin (SPD)
- Torsten Breuer (* 1954), Kameramann und Filmmusiker
- Hans-Georg Eils (* 13. Dezember 1957), Brauer und Ehrenpräsident des Deutschen Brauer-Bundes (DBB)
- Anke Berghaus-Sprengel (* 19. April 1962), Bibliothekarin
- Katharina Lerch (* 12. Oktober 1962), Autorin, Wicca-Priesterin und Schamanin
- Bernd Flessner (* 30. Mai 1969), sechzehnmaliger Deutscher Meister im Windsurfen
- Colette Thiemann (* 7. Juni 1974), deutsche Politikerin (CDU)
- Yunus Cumartpay (* 15. Mai 1979), Schauspieler und Drehbuchautor
- Anna Siemer (* 16. Februar 1983), Vielseitigkeitsreiterin

## Weitere Persönlichkeiten
Folgende Personen sind nicht auf Norderney geboren, haben dort jedoch gewirkt:
- Carl Gerhard Reins (* 18. April 1804 in Stickhausen; † 3. Oktober 1872 auf Norderney), Autor, Pastor auf Norderney von 1845 bis 1865
- Carl Mühry (* 4. Mai 1806 in Hannover; † 9. März 1840 ebenda), war von 1832 bis zu seinem Tod im Jahre 1840 Badearzt auf Norderney.
- Friedrich Wilhelm Kohl (* 16. Oktober 1811 in Bremen; † 18. September 1864 auf Norderney), Maler
- Auguste Amalie Ida (21. Juli 1824 in Arolsen; † 4. September 1893 auf Norderney), Edelfrau, älteste Tochter von Georg II., Fürst zu Waldeck-Pyrmont
- Ernst Christian Carl Kruse (* 28. Februar 1837 in Esens; † 22. Februar 1900 in Berlin), Arzt und Politiker, zog 1882 nach Norderney und wurde zum königlichen Badearzt bestellt und 1885 zum Sanitätsarzt ernannt
- Hanna Mecke (* 28. März 1857 in Lingen; † 11. Mai 1926 auf Norderney), Kindergärtnerin und Fröbelpädagogin.
- Onno Behrends (* 1862 in Norden; † 31. Oktober 1920 ebenda), Teefabrikant, eröffnete 1886 sein erstes Ladengeschäft auf Norderney
- Julian Klein von Diepold (* 25. Januar 1868 in Dortmund; † 20. November 1947 auf Norderney), Maler
- Jann Janssen Berghaus (* 19. August 1870 in Schirum; † 18. Februar 1954 in Aurich), Politiker, 1918 Bürgermeister von Norderney, später Regierungspräsident
- Josef Ernst (* 30. März 1882 in Osterfeld, Kreis Recklinghausen; † 19. August 1959 auf Norderney), Politiker und Geschäftsmann, war von 1948 bis 1952 Bürgermeister von Norderney und bis zu seinem Tod ein Mitglied des Gemeinderates
- Karen Blixen (* 17. April 1885 in Rungstedlund bei Kopenhagen; † 7. September 1962 ebenda), bekannt unter Tania Blixen, dänische Schriftstellerin, schrieb Die Sintflut von Norderney
- Richard Seewald (* 4. Mai 1889 in Arnswalde/Neumark; † 29. Oktober 1976 in München), Maler und Schriftsteller, malte ein Chorwandbild in der Kirche Stella Maris auf Norderney
- Vollrath Hoeck (* 1890 in Hamburg; † 1968 in Soest), Kunstmaler[1]
- Hans Trimborn (* 2. August 1891 in Plittersdorf; † 10. Oktober 1979 in Norden), Maler und Musiker, lebte von 1919 bis 1939 als freischaffender Künstler auf Norderney
- Anton Nordwall (* 28. Februar 1894 in Norden; † April 1949 ebd.), Norderneyer Badearzt, Freiwirtschaftler, führte Anfang der 1930er Jahre gemeinsam mit Hans Trimborn ein Geldexperiment auf Norderney durch.
- Heinrich Smeins (* 15. Februar 1911 in Emden), Mundartautor, Lehrer, Rektor und Historiker, lebt auf Norderney
- Erwin Hartenberger (* 1919 in Posen; † 2005 auf Norderney), Maler, hatte seine Wohnung und sein Atelier im Haus Herrenpfad 5, heute Haus Hartenberger
- Wolfgang Menger (* 19. Juli 1919 in Berlin; † 11. September 2006 auf Norderney),[2] Arzt auf dem Gebiet der Meeresheilkunde, der Klimatherapie, und ein Spezialist im Kur- und Erholungswesen. Er gründete 1978 das Inselinternat Norderney
- Ernst-Georg Hüper (* 20. Mai 1926 in Empelde; † 24. Januar 1993), Politiker, unter anderem Geschäftsführer der Nordseeklinik Norderney
- Jürgen Johannesdotter (* 6. Oktober 1943 in Bramsche), evangelisch-lutherischer Theologe, u. a. 2001 bis 2009 Landesbischof von Schaumburg-Lippe, lebt seit 2009 auf Norderney
- Dorothea Wolf (* 10. September 1951 in Oldenburg), Politikerin (Bündnis 90/Die Grünen), von 1983 bis 1989 Mitglied im Rat der Stadt Norderney.
- Ole West (* 22. Mai 1953 in Wedel), Kunstmaler und Buchautor, lebte von 1984 bis 2008 auf Norderney und gründete 1985 die Malschule Norderney
- Engin Fırat (* 11. Juni 1970), Fußball-Lehrer, wuchs auf der Insel auf
- Ole Rahmel (* 19. November 1989), Handballer